# Уњин
Уњин (слч. Unín) насељено је мјесто са административним статусом сеоске општине (слч. obec) у округу Скалица, у Трнавском крају, Словачка Република.

## Становништво
| Година:    | 1994. | 2004.   | 2014.   | 2024.   |
| ---------- | ----- | ------- | ------- | ------- |
| Број људи: | 1149  | 1180    | 1240    | 1168    |
| Разлика:   |       | +2,69 % | +5,08 % | -5,80 % |

| Година:    | 2023. | 2024.   |
| ---------- | ----- | ------- |
| Број људи: | 1180  | 1168    |
| Разлика:   |       | -1,01 % |

Према подацима о броју становника из 2024. године насеље је имало 1168 становника.